# Almas Penadas
Almas Penadas é um filme português co-realizado por André Vieira e Nélson Castro, com argumento de Rita Camarneiro, Stephane de Oliveira e Tiago Sousa Pinto. O filme é baseado num conceito apresentado por Rita Camarneiro à Academia RTP. O filme estreou na RTP1 no dia 27 de Julho de 2013. 

## Sinopse
Zé Manel, manager das Almas Penadas contrata uma equipa de filmagens para fazer um documentário sobre a sua banda. O grupo é inesperadamente marcado pela morte misteriosa do guitarrista e cabe agora a Zé o desafio de encontrar alguém que o substitua. Uma comédia peculiar que relata ironicamente o percurso e os conflitos de uma banda de gosto duvidoso. Um filme que conta a vida de sete almas penadas, marcadas pelo infortúnio numa busca incessante pela fama.

## Elenco
- Vicente Morais… Zé Manel
- Joana Pais de Brito… Ana
- Rita Camarneiro… Rute
- Cristóvão Carvalheiro… Jorge Nuno
- Ruben Dias… Ringo
- Miguel Lemos… Pedro
- Mário Oliveira… Ricardo
- Luís Trigo… Cândido
- Bruno Seiceira… Anão
- Adriana Vaz de Carvalho… Groupie
- Rui Reininho… Ele próprio
- Jorge Gabriel... Ele próprio

## Ficha Técnica
Ideia Original: Rita Camarneiro

Realização: André Vieira, Nélson Castro

Guião: Rita Camarneiro, Stephane Oliveira, Tiago Sousa Pinto

Assistente de Realização: Stephane Oliveira

Produção: Lia Goulart, Flávia Carvalho, Patrícia Figueiredo

Diretor de Fotografia: Francisco Lobo

Diretora de Arte: Luísa Roldan

Operador de Câmara: Hugo Manso, Paulo dos Passos
 
Som: Filipa Gomes, Oswald Juliana

Grafismo: Paulo dos Passos
 
Make-up: Susana Amaral

Anotação: Daniel Henriques